# Sítio d'Abadia
Sítio d'Abadia este un oraș în Goiás (GO), Brazilia.